# ما المعنى والهدف من دراسة التاريخ العالمي

غلاف الطبعة الأولى 1789

ما المعنى والهدف من دراسة التاريخ العالمي (بالألمانية: Was heißt und zu welchem Ende studiert man Universalgeschichte?) عنوان محاضرة ألقاها الكاتب الألماني فريدرش شيلر (1759-1805) في 26 مايو من العام 1789 في مدينة يينا. استقطبت محاضرته جماهير كبيرة، على الرغم من ذلك لم تفلح محاضراته في وقت لاحق من فعل الشيء نفسه.

## وصلات خارجية
- ما المعنى والهدف من دراسة التاريخ العالمي، على ويكي مصدر الألمانية.
- ما المعنى والهدف من دراسة التاريخ العالمي، على موقع أمازون.
- ما المعنى والهدف من دراسة التاريخ العالمي، على كتب جوجل.
- ما المعنى والهدف من دراسة التاريخ العالمي، على الفهرس العالمي.
- ما المعنى والهدف من دراسة التاريخ العالمي، على مكتبة جامعة ميشيغان.
- ما المعنى والهدف من دراسة التاريخ العالمي، على جود ريدز.
- ما المعنى والهدف من دراسة التاريخ العالمي، على مكتبة جامعة هارفارد.